# Kalma (glazbenik)
Kalma (finski smrt ili mrtvac) je bivši član grupe Lordi.
U sastavu Lordi je bio od 2002 do 2005 godine. Radio je na albumu "The Monsterician Dream" gdje je i napisao svoju pjesmu "Kalmageddon". Odlučio je raditi i na albumu "The Arockalypse". Nazvao je Mr. Lordi-a i rekao mu da će nakon tog albuma napustiti sastav. U glazbenom sastavu Lordi svirao je bas-gitaru, kasnije ga je zamijenio trenutačni basist Samer el Nahhal (Ox). Kalma je sastav napustio iz osobnih razloga, najvjerojatnije radi obitelji.Pravo ime mu je Niko Hurme.